# Julius Bien
Julius Bien (* 27. September 1826 in Naumburg / Hessen; † 21. Dezember 1909 in Manhattan, New York) war ein deutsch-amerikanischer Lithograf jüdischer Herkunft sowie langjähriger Präsident des B’nai B’rith.
Er studierte am Kunsthochschule Kassel. Er floh 1848 nach New York, wo er erfolgreich eine angesehene und oft mit Preisen ausgezeichnete lithografische Werkstatt aufbaute.
Von 1854 bis 1857 sowie von 1868 bis 1900 war er der Präsident des B’nai B’rith und leistete wesentliche Beiträge zu dessen Internationalisierung.